# Кемарська Надія Федорівна
Кемарська Надія Федорівна (1899—1984) — радянська оперна співачка (лірико-колоратурне сопрано) і режисер. Народна артистка РРФСР (1940). Лауреат Сталінської премії другого ступеня (1952). Член ВКП (б) з 1951 року.
Народилася в Старобільську (нині Луганська область, Україна). У 1920—1923 роках навчалася в Московській консерваторії у А. В. Секар-Рожанського, А. М. Лабінського, В. М. Зарудної. У 1922 році вступила до музичної студії МХТ (нині МАМТ імені К. С. Станіславського і Вл. І. Немировича-Данченка). З 1950 року режисер-педагог цього театру.

Похована в Москві на Ваганьковському кладовищі.